# Heterusia brumalis
Heterusia brumalis är en fjärilsart som beskrevs av William Schaus 1901. Heterusia brumalis ingår i släktet Heterusia och familjen mätare. Inga underarter finns listade i Catalogue of Life.